# Ambrogio de Predis

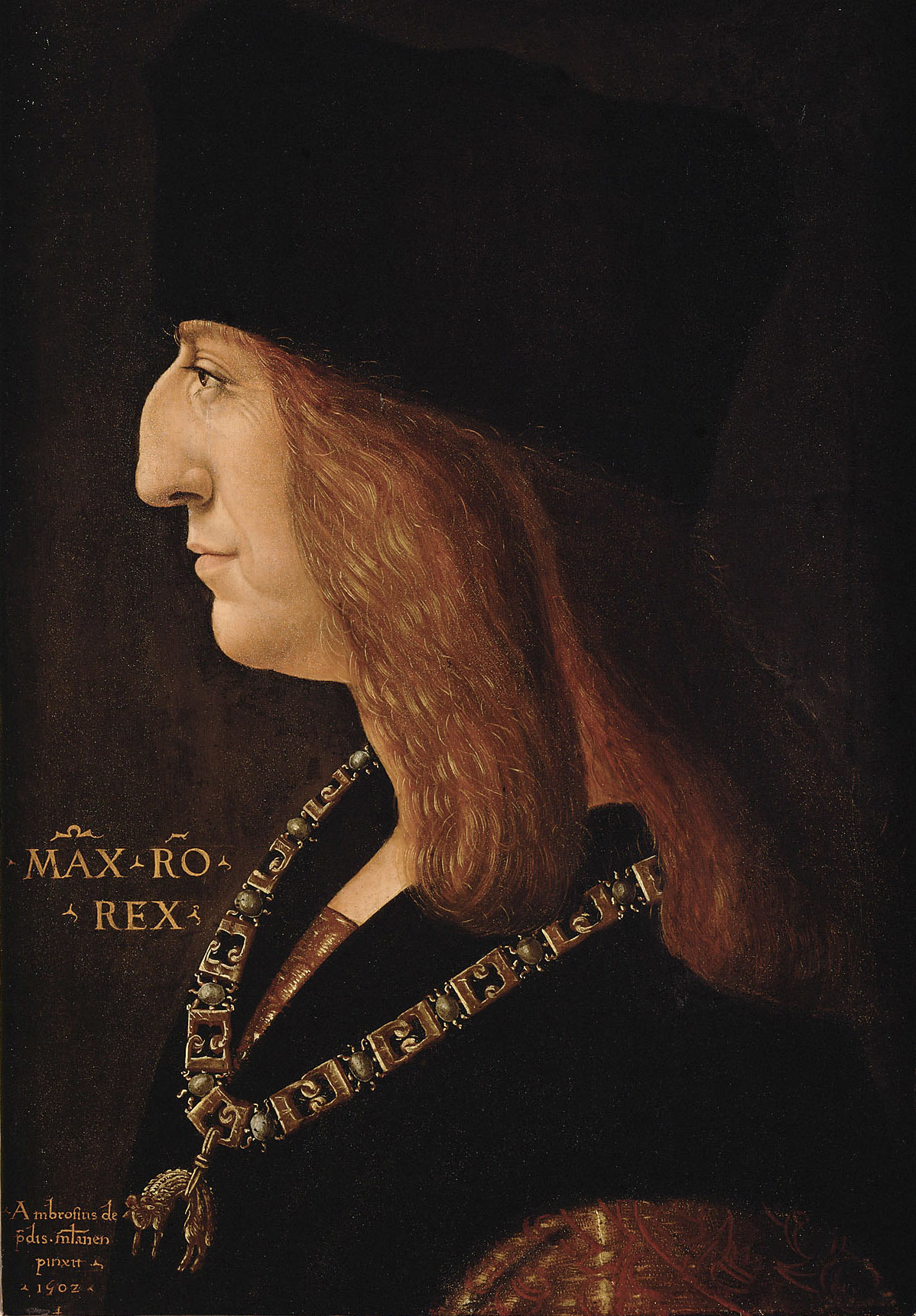
Maximilian I (1502).

Giovanni Ambrogio de Predis, född omkring 1450 i Milano, död där omkring 1508, var en italiensk målare av den lombardiska skolan.
Predis, som tillhörde Leonardo da Vincis medhjälpare, samarbetade troligen med denne vid utförandet av Madonnan i grottan. Han var även känd som porträttmålare och utförde bland annat ett porträtt av kejsar Maximilian I som finns i Wien.